# Ehretia kaessneri
Ehretia kaessneri är en strävbladig växtart som beskrevs av Vaupel. Ehretia kaessneri ingår i släktet Ehretia och familjen strävbladiga växter. Inga underarter finns listade i Catalogue of Life.